# Grytøya
Grytøya és una illa situada just al nord de la gran illa de Hinnøya i el sud de l'illa de Bjarkøya al nord de Noruega. Pertany al municipi de Harstad al comtat de Troms. Està envoltat pel Vågsfjorden a l'est i l'Andfjorden a l'oest. L'illa té una superfície de 108 quilòmetres quadrats i el pic més alt és de 1.012 metres d'altura; la muntanya Nona. La població de Grytøya (2001) és de 539 persones. La part nord de l'illa formava part de l'antic municipi de Bjarkøy, que es va fusionar amb Harstad l'1 de gener de 2013.
A la part sud-est de l'illa s'hi practica l'agricultura més productiva. Hi ha una connexió de ferri amb l'illa de Hinnøja, just al nord de la ciutat de Harstad. Hi ha molt pocs assentament a la costa nord, i no hi ha connexions per carretera allà.
Hi ha connexions de ferri a la veïna Bjarkøya i Sandsøya; aquests s'han previst ser reemplaçats per l'Enllaç fix Bjarkøy, un projecte de sistema de túnels, ponts i carreteres submarines que connectarà les tres illes.